# Rattelsdorf
Rattelsdorf ist ein Markt im oberfränkischen Landkreis Bamberg und zählt zur Metropolregion Nürnberg.

## Geografie
Rattelsdorf liegt in der Region Oberfranken-West im unteren Itzgrund.

### Gemeindegliederung
Es gibt 13 Gemeindeteile (in Klammern sind der Siedlungstyp und Einwohnerzahlen Stand 2021 angegeben):
- Busendorf (Dorf, 109)
- Ebing (ehemaliger Markt, 1293)
- Freudeneck (Dorf, 37)
- Helfenroth (Weiler, 10)
- Hilkersdorf (Dorf, 38)
- Höfen (Dorf, 182)
- Höfenneusig (Dorf, 28)
- Medlitz (Pfarrdorf, 243)
- Mürsbach (Pfarrdorf, 478)
- Poppendorf (Dorf, 67)
- Rattelsdorf (Hauptort, 2193)
- Speiersberg (Dorf, 44)
- Zaugendorf (Dorf, 43)

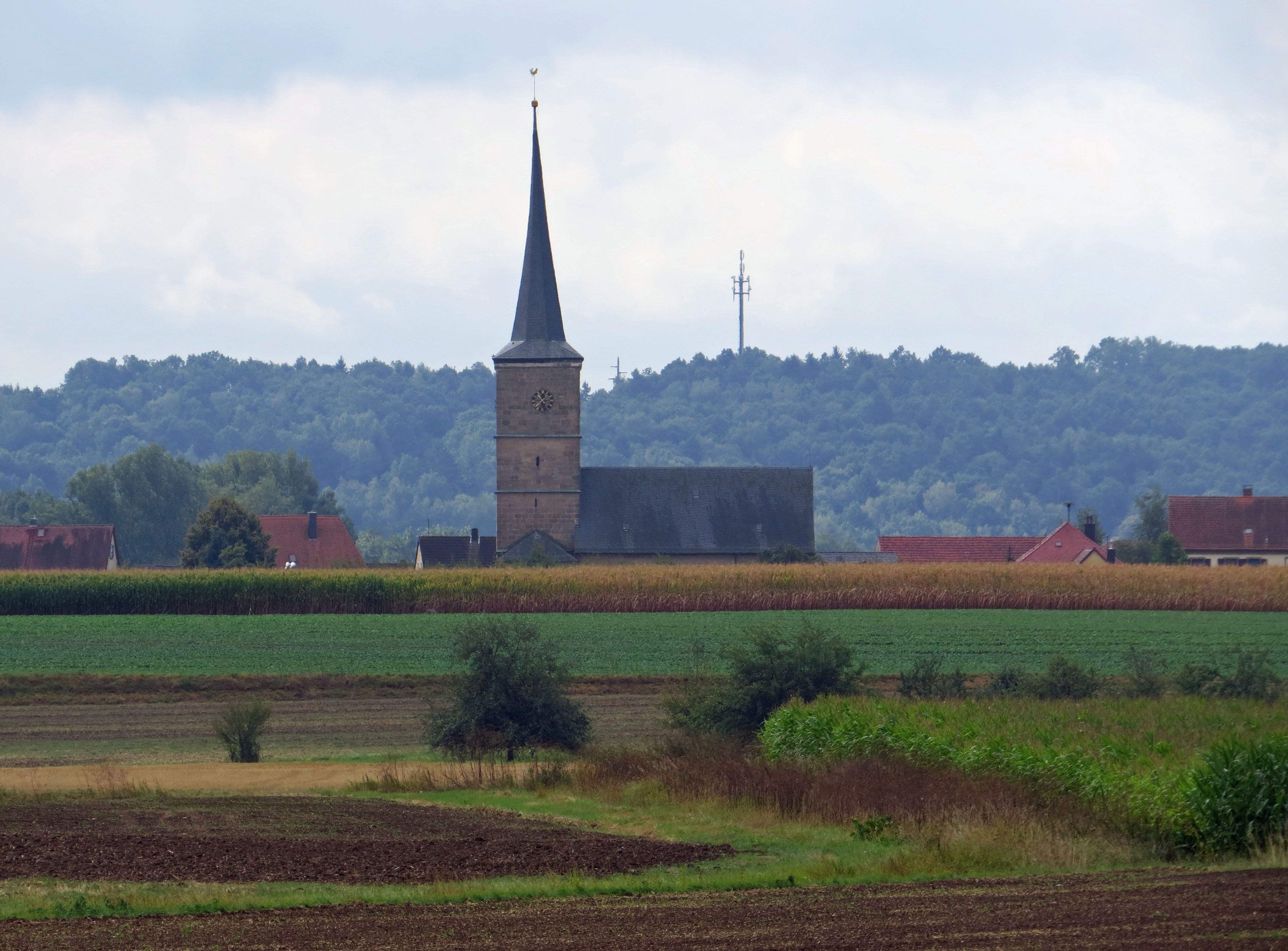
Ebing von Norden

Es gibt die Gemarkungen Busendorf, Ebing, Höfen b.Rattelsdorf, Medlitz, Mürsbach, Rattelsdorf und Daschendorfer Forst.

### Nachbargemeinden
Nachbargemeinden sind (von Norden beginnend im Uhrzeigersinn): Itzgrund (Landkreis Coburg), Ebensfeld (Landkreis Lichtenfels), Zapfendorf, Breitengüßbach, Baunach, Reckendorf, Rentweinsdorf und Untermerzbach (beide Landkreis Haßberge, Unterfranken).

## Geschichte

### Bis zur Gemeindegründung
Urkundlich erwähnt wurde „Ratolfestor“ erstmals im Jahr 783 und am 3. Februar 800. Im Maintal befinden sich um Rattelsdorf mehrere abgegangene Siedlungsflächen des frühen und hohen, teilweise gar erst des späten Mittelalters, Die Wüstung Schlammersdorf nordöstlich von Rattelsdorf beginnt zeitlich im 4. Jahrhundert. Weitere Funde belegen die Besiedlung während der Merowingerzeit  und während des 8./9. Jahrhunderts. Das Fundspektrum von kleineren Ausgrabungen in den 1980er Jahren erbrachte einen hohen Anteil an sog. slawischer Keramik.
Bis zur Säkularisation 1803 besaß das dem Hochstift Bamberg inkorporierte Kloster Michelsberg die Ortsherrschaft in Rattelsdorf. Zum Bistum Würzburg gehörte die kirchliche Gerichtsbarkeit und der Pfarrer. Seit dem Reichsdeputationshauptschluss von 1803 gehört der Ort wie weite Teile Frankens zu Bayern (Siehe auch Geschichte Frankens). Im Zuge der Verwaltungsreformen in Bayern entstand mit dem Gemeindeedikt von 1818 die heutige Gemeinde.

### Verwaltungsgeschichte
Bis 1972 gehörten Rattelsdorf und Ebing sowie Busendorf mit Poppendorf und Medlitz mit Speiersberg und Hilkersdorf zum Landkreis Staffelstein. Der Gemeindeteil Höfen mit Höfenneusig und Freudeneck sowie Mürsbach mit Zaugendorf und Helfenroth gehörten jedoch bis 1972 zum Landkreis Ebern und damit zu Unterfranken.

### Eingemeindungen
Im Zuge der Gebietsreform in Bayern wurden am 1. Juli 1972 die Gemeinden Busendorf und Medlitz eingegliedert. Ebing, Höfen und Mürsbach kamen am 1. Mai 1978 hinzu.

### Einwohnerentwicklung
Im Zeitraum von 1988 bis 2018 wuchs der Markt von 3983 auf 4630 um 647 Einwohner bzw. um 16,2 %.
| Jahr      | 1961 | 1970 | 1987 | 1991 | 1995 | 2000 | 2005 | 2010 | 2015 | 2023 |
| --------- | ---- | ---- | ---- | ---- | ---- | ---- | ---- | ---- | ---- | ---- |
| Einwohner | 3152 | 3413 | 3987 | 4152 | 4406 | 4566 | 4618 | 4478 | 4592 | 4646 |

## Religion
Laut Zensus am 9. Mai 2011 sind 78,6 % der Einwohner römisch-katholisch und 11,4 % evangelisch-lutherisch. 10,0 % haben eine andere Religion oder sind konfessionslos.

## Politik

### Bürgermeister
Erster Bürgermeister ist seit 1. Mai 2023 Hans-Jürgen Scheerbaum (CSU), der sich mit 68,8 % in der Stichwahl gegen seinen seit 2005 amtierenden Vorgänger Bruno Kellner (VU) durchsetzte. Dieser folgte auf den seit 1990 amtierenden Gerhard Jäger (SPD).

### Gemeinderat
Die Gemeinderatswahlen seit 2002 ergaben folgende Sitzverteilungen:
| Partei/Liste                         | Sitze | Sitze | Sitze | Sitze |
| Partei/Liste                         | 2020  | 2014  | 2008  | 2002  |
| ------------------------------------ | ----- | ----- | ----- | ----- |
| Ebinger Liste                        | 4     | 4     | 4     | 4     |
| CSU                                  | 4     | 4     | 4     | 4     |
| SPD                                  | 2     | 3     | 3     | 3     |
| Vereinigtes Umland                   | 3     | 3     | 3     | 2     |
| Rattelsdorfer Zukunft                | 3     | –     | –     | –     |
| Christliche-Wähler-Union Rattelsdorf | –     | 2     | 2     | 2     |
| Christlich-Bürgerliche-Wählergruppe  | –     | –     | –     | 1     |

### Wappen
| Wappen Gde. Rattelsdorf | Blasonierung: „In Silber auf grünem Boden eine rote Kirche mit Dachreiter und blauen Dächern, davor stehend ein grüner Nadelbaum; aus dem rechten Schildrand hervorbrechend ein schwarz bekleideter Arm, der ein schwarzes Kreuz hält.“ |
| Wappen Gde. Rattelsdorf | |

## Wirtschaft und Infrastruktur

### Wirtschaft einschließlich Land- und Forstwirtschaft
Es gibt vier Brauereien: die Schwanenbräu in Ebing, die Brauerei Endres in Höfen, die Sonnenbräu in Mürsbach und die Brauerei Fischer in Freudeneck (die kleinste Ortschaft im Landkreis Bamberg, die eine Brauerei hat). In allen vier Brauereigaststätten gibt es fränkische Bier- und Brotzeitspezialitäten.
Im Gemeindeteil Medlitz bestand bis 1986 die Brauerei Schwarzer Adler und im Gemeindeteil Mürsbach bis 2002 die Brauerei Feiler.
2022 gab es 615 sozialversicherungspflichtig Beschäftigten am Arbeitsort, 2054 sozialversicherungspflichtig Beschäftigte am Wohnort und 72 Arbeitslose. Im verarbeitenden Gewerbe gab es zwei Betriebe, im Bauhauptgewerbe sieben Betriebe. 2020 bestanden 37 landwirtschaftliche Betriebe mit einer landwirtschaftlich genutzten Fläche von 1632 Hektar.

### Freiwillige Feuerwehren
Freiwillige Feuerwehren gibt es in Busendorf, Ebing, Hilkersdorf, Höfen, Medlitz, Mürsbach, Rattelsdorf und Zaugendorf.

### Verkehr
Durch das Gemeindegebiet führt die Bundesstraße 4. Rattelsdorf hatte zwischen dem 1. Oktober 1913 und dem 28. September 1975 einen Haltepunkt an der Bahnstrecke Breitengüßbach–Dietersdorf.
Vorübergehend war auch der Bau eines Verkehrslandeplatzes nördlich von Rattelsdorf auf Landkreisebene im Gespräch. Entsprechende Pläne wurden aber nach Bürgerprotesten inzwischen fallen gelassen.

### Bildung
2023 gab es folgende Einrichtungen:
- vier Kindertageseinrichtungen mit 255 Plätzen und 213 Kindern
- eine Volksschule mit 171 Schülern

## Söhne und Töchter des Marktes
- Carl Fraas (1810–1875), deutscher Agrarwissenschaftler
- Steffen Hamann (* 1981), deutscher Basketball-Nationalspieler